# The King of Fighters XIV
The King of Fighters XIV (ザ・キング・オブ・ファイターズ XIV) est un jeu vidéo de combat développé et édité par SNK, sorti en 2016 sur borne d'arcade, Windows, PlayStation 4. Il s'agit du quatorzième épisode de la série The King of Fighters.

## Système de jeu
Contrairement aux précédentes entrées principales, qui utilisaient des animations sprites dessinées à la main, The King of Fighters XIV utilise des modèles 3D plus proches de la série KOF: Maximum Impact. Cependant, la zone de combat reste sur un plan strictement bidimensionnel et conserve la même mécanique de base que ses prédécesseurs.
Les nouveaux systèmes en mode Max permettent aux joueurs d'accéder aux mouvements spéciaux EX; l'activation de cet état nécessite une barre de la jauge de puissance. EX super move peut également être exécuté avec un seul bouton d'attaque, au lieu de deux.
L'utilisation de trois barres de la jauge de puissance peut permettre aux joueurs de libérer Climax Desperation Moves, l'actuel "Strongest Level DM" dans ce jeu qui suit un peu les traces de Neo Max antérieures. Certains personnages gagnent de nouveaux coups en tant que Climax DM, tandis que d'autres ont plutôt leur Neo Max antérieurement repris en tant que Climax DM.

## Personnages par équipes
Il y a 16 équipes disponibles au lancement, en comptant les 2 boss du jeu cela fait 50 personnages jouables, 4 combattants additionnels sont sortis le 5 avril 2017 et 4 autres personnages sont sortis le 12 avril 2018, ce qui fera en tout 58 personnages.
| Équipe                   | 1er personnage                             | 2d personnage                              | 3e personnage                              |
| ------------------------ | ------------------------------------------ | ------------------------------------------ | ------------------------------------------ |
| Team Japan               | Kyo Kusanagi                               | Benimaru Nikaido                           | Goro Daimon                                |
| Fatal Fury Team          | Terry Bogard                               | Andy Bogard                                | Joe Higashi                                |
| Art of Fighting Team     | Ryo Sakazaki                               | Robert Garcia                              | Yuri Sakazaki                              |
| Team Yagami              | Iori Yagami                                | Mature                                     | Vice                                       |
| K' Team                  | K'                                         | Kula Diamond                               | Maxima                                     |
| Villains Team            | Xanadu                                     | Chang Koehan                               | Choi Bounge                                |
| Team Ikari Warriors      | Ralf Jones                                 | Clark Still                                | Leona Heidern                              |
| Team South Town          | Geese Howard                               | Billy Kane                                 | Hein                                       |
| Team Women Fighters      | King                                       | Mai Shiranui                               | Alice                                      |
| Team Psycho Soldiers     | Athena Asamiya                             | Sie Kensou                                 | Chin Gentsai                               |
| Official Invitation Team | Sylvie Paula Paula                         | Kukri                                      | Mian                                       |
| Team South America       | Nelson                                     | Zarina                                     | Bandeiras Hattori                          |
| Team Kim                 | Kim Kaphwan                                | Gang-Il                                    | Luong                                      |
| Team Mexico              | Ramon                                      | Angel                                      | King of Dinosaurs                          |
| Another World Team       | Nakoruru                                   | Mui Mui                                    | Love Heart                                 |
| Team China               | Shun'ei                                    | Meitenkun                                  | Tung Fu Rue                                |
| Boss                     | Antonov (demi-boss)                        | Verse (dernier boss)                       | Verse (dernier boss)                       |
| DLC #1                   | Whip, Ryuji Yamazaki, Vanessa, Rock Howard | Whip, Ryuji Yamazaki, Vanessa, Rock Howard | Whip, Ryuji Yamazaki, Vanessa, Rock Howard |
| DLC #2                   | Oswald, Heidern, Najd, Blue Mary           | Oswald, Heidern, Najd, Blue Mary           | Oswald, Heidern, Najd, Blue Mary           |